# مورپهن بالا
مورپهن بالا، روستایی خوش آب و هوا ، در مجاورت شیرکوه(در زبان محلی نرکوه) از توابع بخش دهج شهرستان شهربابک در استان کرمان است که در همسایگی روستاهای دهشادوئیه و بهنوا قرار دارد.نام خانوادگی بیشتر ساکنین روستا طاهرنژاد بوده و در عین حال در این بین، شهرت منگلی، فاطمی بیگی و... نیز به چشم میخورد 

## جمعیت
این روستا در شهر جوزم قرار دارد و براساس سرشماری مرکز آمار ایران در سال ۱۳۹۵، جمعیت آن ۴۶ نفر (۱۶ خانوار) بوده‌است. نسل های جدید این روستا به جهت خشکسالی و یا نبود شغل مناسب اکثراً در شهرهای دیگر مشغول به زندگی هستند.